# Егзархат (Византија)
Егзархат је у Византијском царству била војно-управна јединица која није компактна са остатком Царства. Егзархати су формирани у време владавине цара Маврикија и представљају претечу тематског система. На челу егзархата налазио се егзарх. 

## Историја
Владавина цара Маврикија (582-602) представља значајну етапу у развитку који води од застарелог државног система рановизантијске епохе ка новом поретку средњовековне византијске државе. Византија је изгубила велики део својих западних поседа освојених под Јустинијаном. Међутим, она се није одрекла својих интереса на Западу. Маврикије је спровео значајне мере којима је ту власт ојачао. Током његове владавине у Италији и у северној Африци настају војна намесништва: Равенски егзархат и Картагински егзархат. Егзархат је назив за удаљену војно-управну јединицу која није компактна са остатком царства. Егзархат је претеча тематског система. Равенски егзархат обухватао је преостале византијске поседе у Италији након лангобардских освајања после 568. године. Картагински егзархат је обухватао византијске делове северноафричке обале. Равенски егзархат први пут се спомиње 584. године, а Картагински 585. године. Егзархати су били предстража византијске моћи на западу. Егзарсима, управитељима егзархата, потчињена је на њиховим подручјима не само војна већ и целокупна цивилна управа. Оснивањем егзархата започела је епоха милитаризације византијске управе. Организација егзархата касније ће послужити као узор за уређење тема. Оснивањем егзархата Маврикије је напустио начело одвајања војне од цивилне власти које је успостављено током владавина Диоклецијана и Константина (284-337). 
Византијски егзархати:
- Равенски егзархат - основан 584. године. Лангобарди 751. године освајају Равену.
- Афрички или Картагински егзархат - основан 585. године. Муслимански војсковођа Хасан ибн ел Нуман освојио је Картагину 698. године користећи се грађанским ратом између Тиберија III и Леонтија.